# Ramonaka
Ramonaka – wieś w Botswanie w dystrykcie Kgatleng. Według spisu ludności z 2011 roku wieś liczyła 573 mieszkańców.